# Stalhof

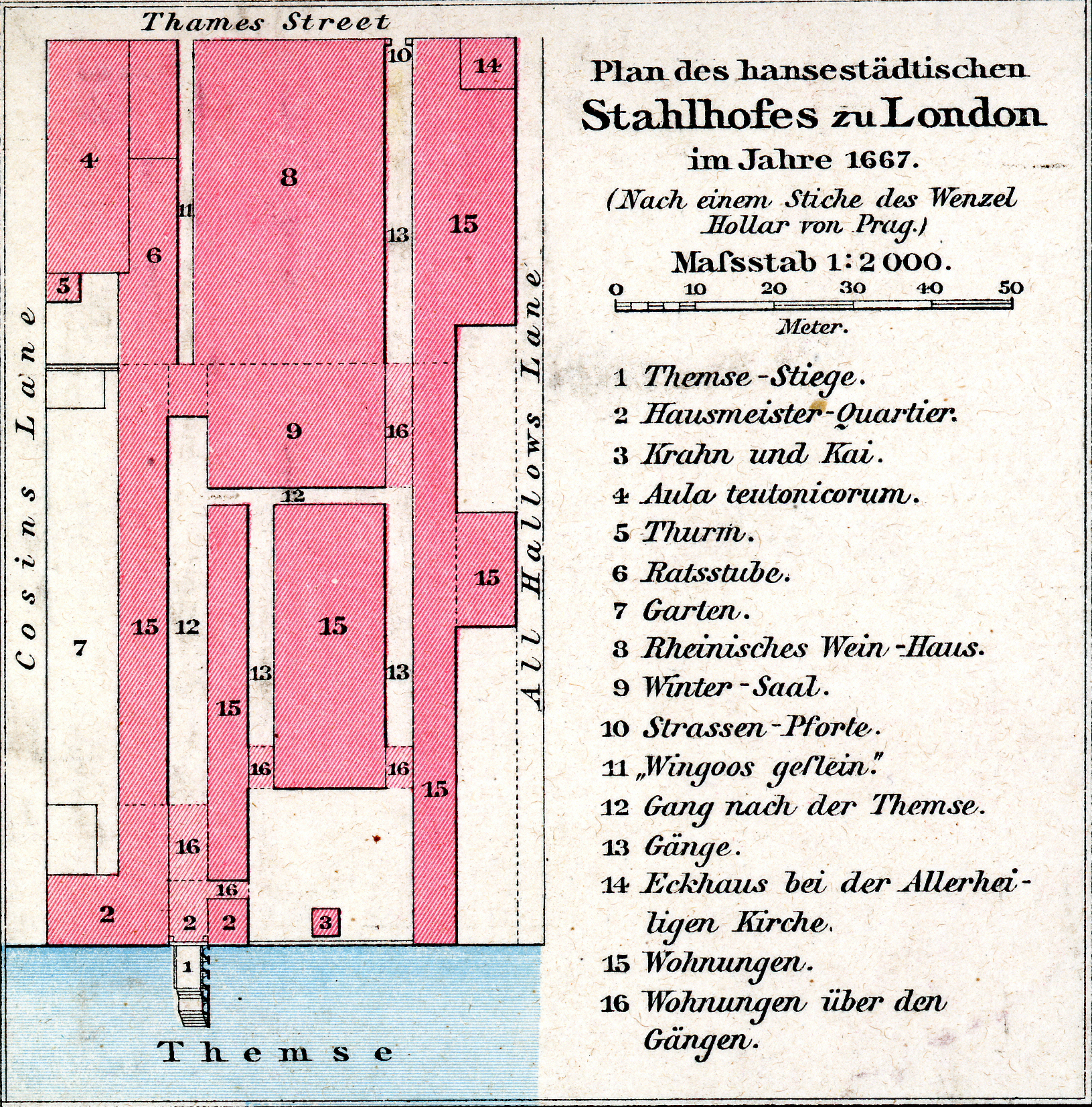
Plan des Stalhofs im Jahr 1667; aus Allgemeiner Historischer Handatlas von Gustav Droysen, 1886

Der Stalhof (auch Stahlhof) bezeichnete seit 1475 ein umfriedetes etwa 7000 m² großes Gelände am Nordufer der Themse, auf dem die Hansekaufleute in London ihre Niederlassungen hatten. 1853 verkauften die Hansestädte Lübeck, Bremen und Hamburg das Gelände. Der Stiliard (Steelyard) wurde von der Cousin Lane im Westen, der Thames Street im Norden und der Allhallows Lane im Osten umgrenzt. Seit 1866 der Bahnhof Cannon Street eröffnet wurde, liegen auf dem Grundstück die Gleisanlagen zur Themsebrücke hin.

## Guildhall
Seit dem frühen 11. Jahrhundert sind rheinische Kaufleute in London nachzuweisen, die hauptsächlich mit Wein handelten. 1175 erlangten einige Kölner Kaufleute durch Heinrich II. Handelsprivilegien bzw. Schutzbriefe und begründeten eine gemeinsame Niederlassung an der Themse. Dieses Gebäude, die Guildhall, übersetzt Gilde- bzw. Zunfthaus, auch „Gildehalla Teutonicorum“ genannt, diente den zusammengeschlossenen Kaufleuten als Versammlungsort, Lager und gelegentlich auch für Wohnzwecke. 

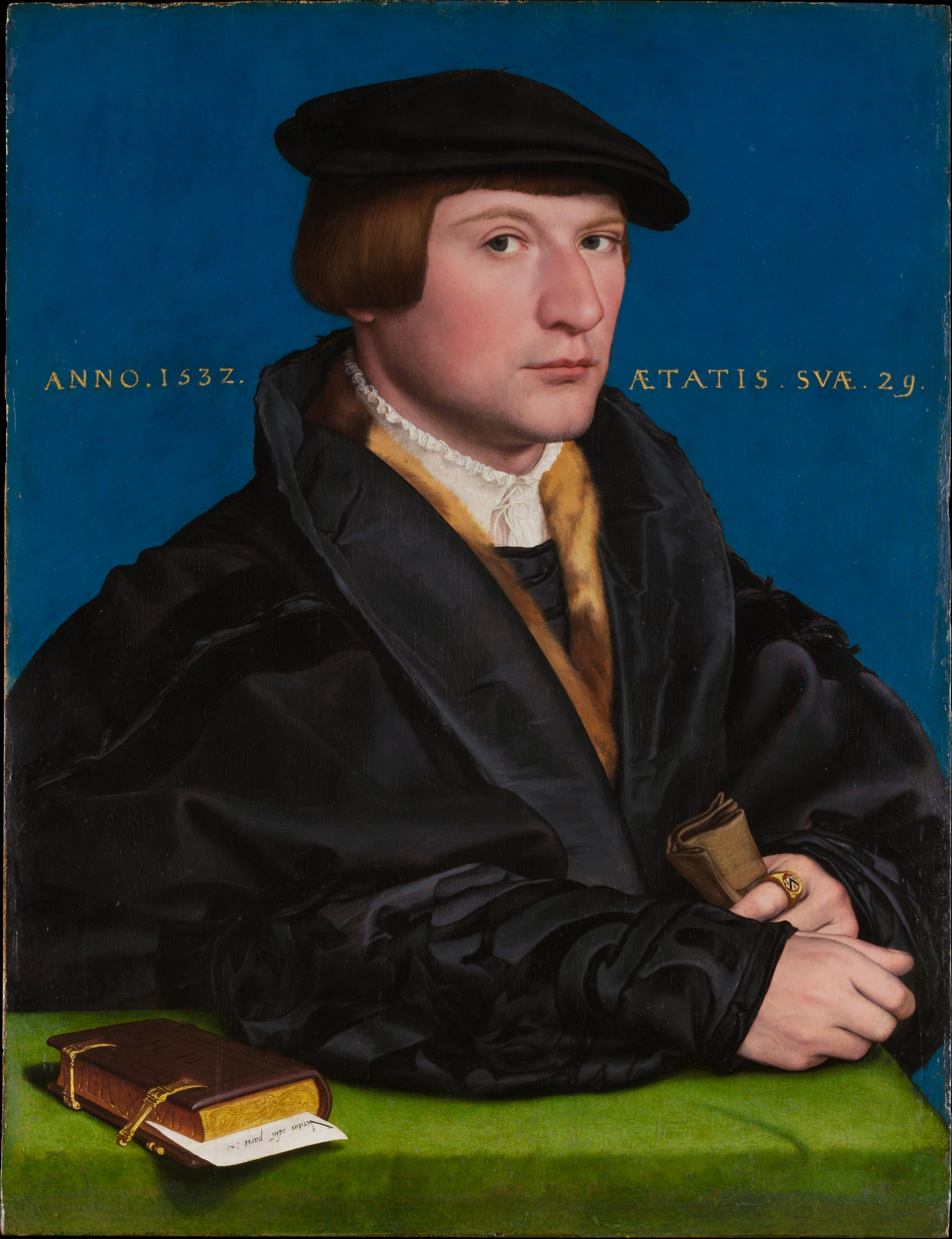
Hermann Wedigh, 29 Jahre, später Kölner Ratsherr, Kaufmann im Stalhof 1532

Um 1238 und 1260 bestätigte Heinrich III. die Privilegien der Kaufleute, sie galten nunmehr für alle deutschen Hansekaufleute in London. Die Haupthandelsgüter der deutschen Kaufleute wandelten sich, an Stelle des Weines traten vor allem Getreide und Tuche, die nach England exportiert wurden.

## Stalhof
Im 15. Jahrhundert bemühte sich das aufstrebende englische Handelsbürgertum immer mehr, die Vorrechte der Hanse im Ostseehandel zu brechen. 
Nachdem 1468 von der Hanse mit Hilfe Danziger Kaperschiffe im Sund englische Schiffe aufgebracht und beschlagnahmt worden waren, ordnete der englische König Eduard IV. am 28. Juli 1468 die Gefangennahme hansischer Kaufleute und die Beschlagnahme ihrer Güter in London an und ließ den Stalhof stürmen und plündern. Die Kaufleute wurden zeitweilig inhaftiert und mussten für den im Sund entstandenen Schaden mit ihrem Vermögen haften. Das war der Anlass für den Hansisch-Englischen Krieg, der mit dem Frieden von Utrecht (1474) beendet wurde und die Rechte der Hanse bestätigte. Nach diesem Friedensschluss übertrug der englische König den Kaufleuten das an die Guildhall angrenzende Gelände. Es wurde mit einer starken Mauer umgeben und Steelyard bzw. Stalhof genannt. Auf dem Gelände befanden sich ein Kran, Wirtschafts- und Wohngebäude sowie ein Garten. Seit dem Widerruf der Handelsprivilegien 1552 durch König Edward VI. hatte sich der Kölner Heinrich Sudermann, ab 1556 bis 1591 Syndikus der Hanse, auch bei den Nachfolgerinnen Edwards um Stabilisierung und Rettung des Stalhofs für die Hanse diplomatisch bemüht. Als Ende des 16. Jahrhunderts die Auseinandersetzungen um die Tuchexporte zunahmen und England mit dem deutschen Kaiser im Krieg lag, verfügte Königin Elisabeth am 13. Januar 1598 mit Wirkung zum 24. Januar die Ausweisung der hansischen Kaufleute aus England, deren Handelsprivilegien sie aufhob, sowie die Schließung und Beschlagnahmung des Stalhofs. Anlass war die am selben Tag wirksam werdende Ausweisung der englischen Merchant Adventurers aus Stade. 1606 wurde der Stalhof den früheren hansischen Eigentümern zurückgegeben, die Privilegien dagegen nicht erneuert. In den folgenden Jahren hatte er wirtschaftlich kaum noch eine Bedeutung. Während des großen Brandes von London im Jahre 1666 wurden die meisten Gebäude zerstört. Sie wurden auf Kosten der Städte Bremen, Hamburg und Lübeck wieder aufgebaut. Sie nutzten das Gebäude teilweise für eigene Zwecke und ließen den Stalhof vom Stalhofmeister verwalten. Zeitweilig hatten diese drei Städte in London auch einen eigenen gemeinsamen diplomatischen Geschäftsträger, zumeist als Generalkonsul und Ministerresidenten wie den Schotten Patrick Colquhoun († 1820). Letzter Stalhofmeister in London war der hanseatische Ministerresident James Colquhoun († 1855). Zwei Jahre vor dessen Tod verkauften die Rechtsnachfolger der Hanse, Lübeck, Bremen und Hamburg, das Gelände im Jahre 1853 endgültig.

Georg Giese, 34 Jahre aus Danzig, Kaufmann im Stalhof 1532

An der Spitze des Stalhofs stand der von den Kaufleuten am Neujahrstag gewählte Ältermann sowie zwei Beisitzer. Der Ältermann repräsentierte den Stalhof nach außen, sorgte für die Durchsetzung der Regelungen im Inneren und war Gerichtsherr. Die Kontorstatuten des Stalhofs forderten, dass je einer dieser gewählten Männer eine der folgenden Regionen, genannt Drittel, repräsentieren sollte. Das erste Drittel bezeichnet Köln und weitere linksrheinische Städte. Das zweite Drittel umfasste die rechtsrheinischen, westfälischen, sächsischen und wendischen Städte. Aus Gotland, Livland oder den preußischen Städten Danzig und Elbing mussten Kaufleute stammen, die das letzte Drittel repräsentieren sollten. Da die Kölner Kaufleute immer in der Mehrheit im Stalhof waren, stellten sie meist den Ältermann. Der Stalhof finanzierte sich hauptsächlich aus einer „Schoß“ genannten Abgabe, die alle Hansekaufleute entrichten mussten, die England bereisten.
Der Stalhof war den anderen hansischen Niederlassungen in England wie denen in Boston oder King’s Lynn übergeordnet. Die in Lynn noch erhaltenen Speichergebäude der hansischen Faktorei geben eine Vorstellung, wie der Stalhof in etwa ausgesehen haben könnte.
In die Zeit des zweiten englischen Aufenthaltes von Hans Holbein dem Jüngeren gehören auch die für den Stalhof und deren Mitglieder ausgeführten Arbeiten: Porträts von mindestens sieben Kaufleuten, darunter das berühmte des Georg Gisze von 1532, allegorische Monumentalbilder (Triumphzüge des Reichtums und der Armut, 1532/1535), Festdekorationen und Entwürfe für Silberarbeiten. Neben diesen Bildnissen haben sich mit Ausnahme eines silbernen Beckens nach einem Holbein-Entwurf und einer silbernen Kanne keine Ausstattungsstücke oder Architekturreste erhalten.
Eine zeitgenössische Beschreibungen des Stalhofs durch den Londoner Stadtbiographen John Stow aus dem Jahre 1598 liegt vor.

## Älterleute

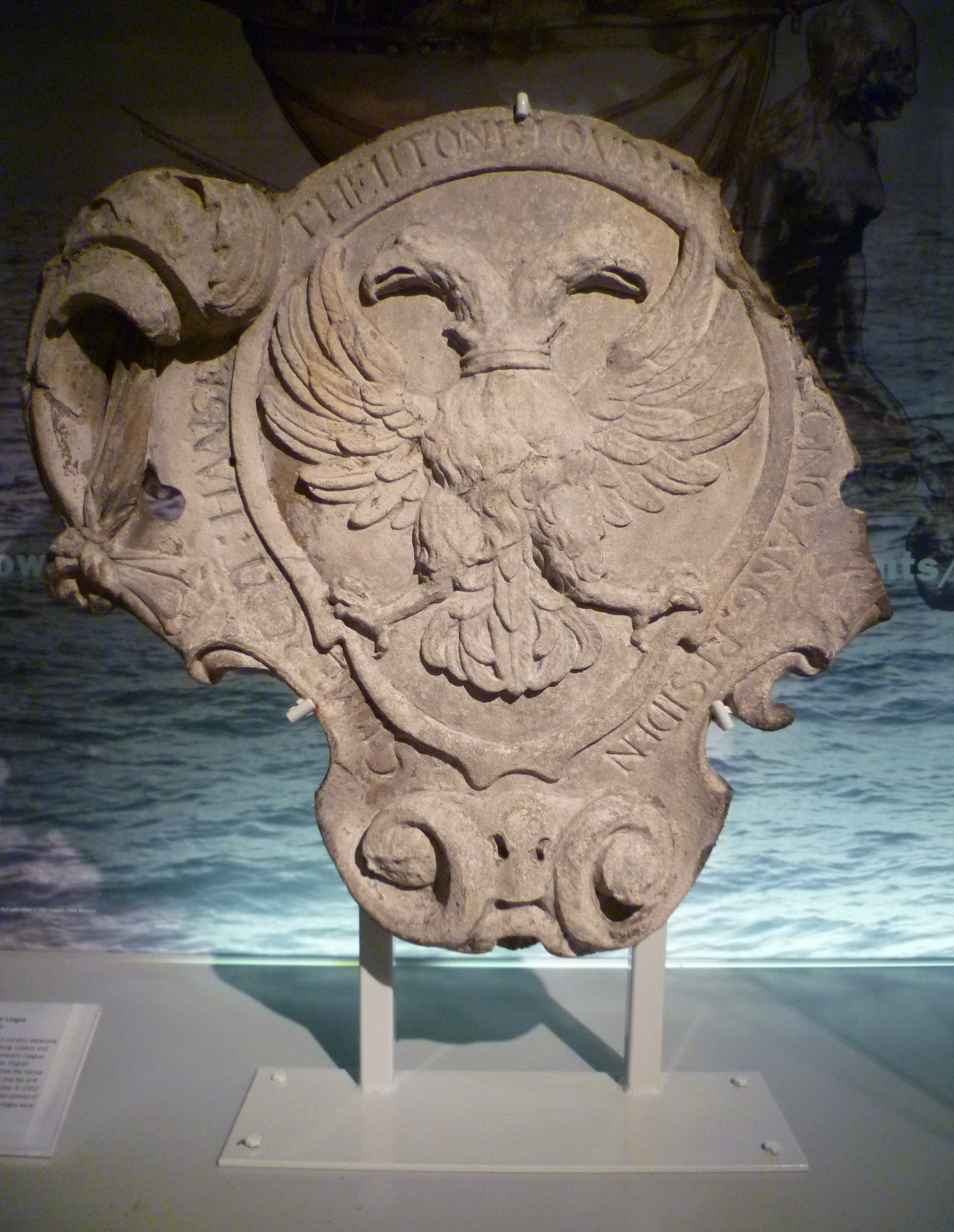
Cajus Gabriel Cibber: Wappen der Englandfahrer der Hanse, heute im Museum of London

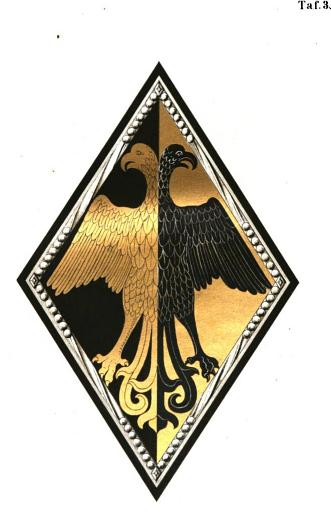
Benedikt Dreyer: Wappen der Lübecker Englandfahrer (Zeichnung von Carl Julius Milde)

- Tideman Berck aus Lübeck (1486)

## Stalhofmeister
- James Colquhoun, letzter Stalhofmeister

## Namenstheorien
Über die Entstehung des Namens herrscht keine Einigkeit. Nach einer These leitet er sich ab von mittelhochdeutsch und althochdeutsch stal, niederländisch stal, englisch stall, schwedisch stall, was ursprünglich Stelle, Stand, Standort bedeutete. Die neuere Forschung vermutet dagegen, dass das niederdeutsche Verb stalen, was so viel heißt wie „mit Hilfe eines stählernen Prägestempels verplomben“, zur Benennung der Niederlassung führte. So sind bei archäologischen Grabungen viele Tuchplomben gefunden worden, die der Verzollung von Tuch bzw. als Herkunftssiegel gedient haben. Seit dem 14. Jahrhundert sind auch viele tuchverarbeitende Berufe in der Nähe des Stalhofs nachzuweisen.